# Кетцербахталь
Кетцербахталь (нем. Ketzerbachtal) — бывшая коммуна в немецкой федеральной земле Саксония. 1 января 2014 года управление Кетцербахталь было расформировано, и входившие в его состав посёлки были присоединены к городу Носсен. 
Подчиняется земельной дирекции Дрезден и входит в состав района Мейсен.  На 2013 год население составляло 2583 человека. Занимает площадь 45,38 км². Официальный код  —  14 2 80 160.
Коммуна подразделялась на 27 сельских округов.